# Rapa Iti

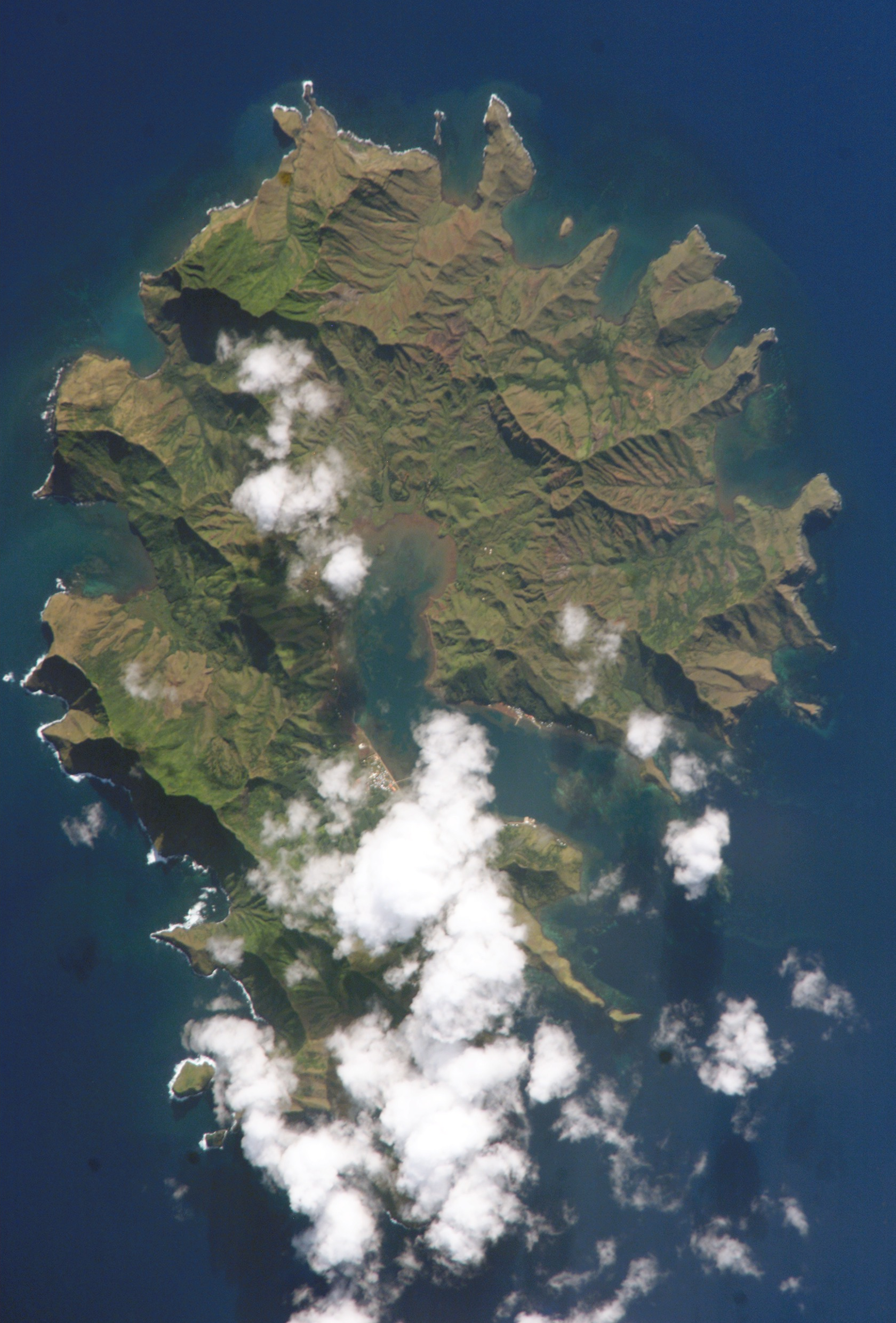
Satellietfoto

Rapa Iti is een eiland in de Stille Oceaan dat deel uitmaakt van de Australeilanden (Frans-Polynesië). Hoogste punt van het eiland is Mont Perau, die 650 meter hoog is. Er zijn twee dorpen: Ahurei (ca. 350 inwoners) en Area (ca. 130 inwoners. In 1791 bezocht George Vancouver als eerste Europeaan het eiland.

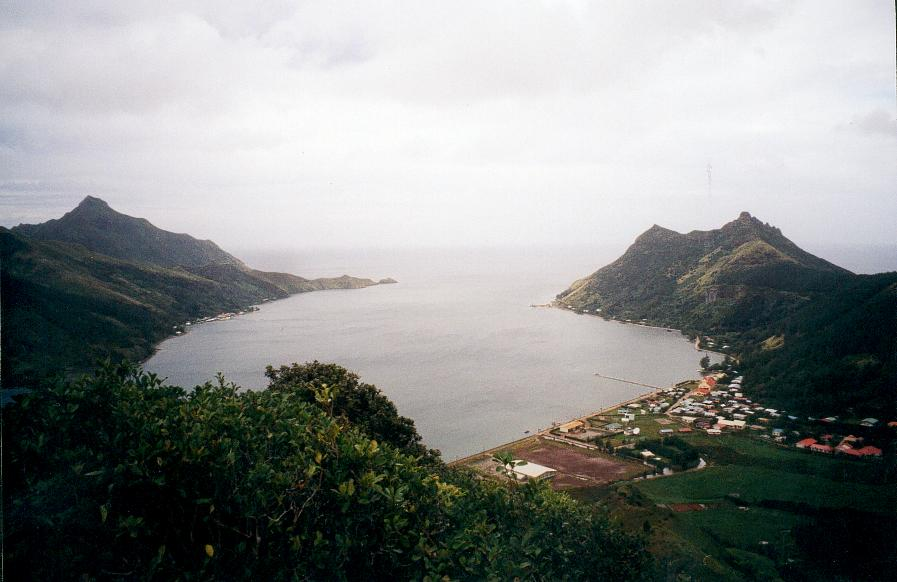
Ahurei

Tubuai-eilanden:
Îles Maria ·
Raivavae ·
Rimatara ·
Rurutu ·
Tubuai
Bass-eilanden:
Marotiri ·
Rapa Iti